# 圣安德烈座堂 (新加坡)
1°17′31.5″N 103°51′07.3″E / 1.292083°N 103.852028°E

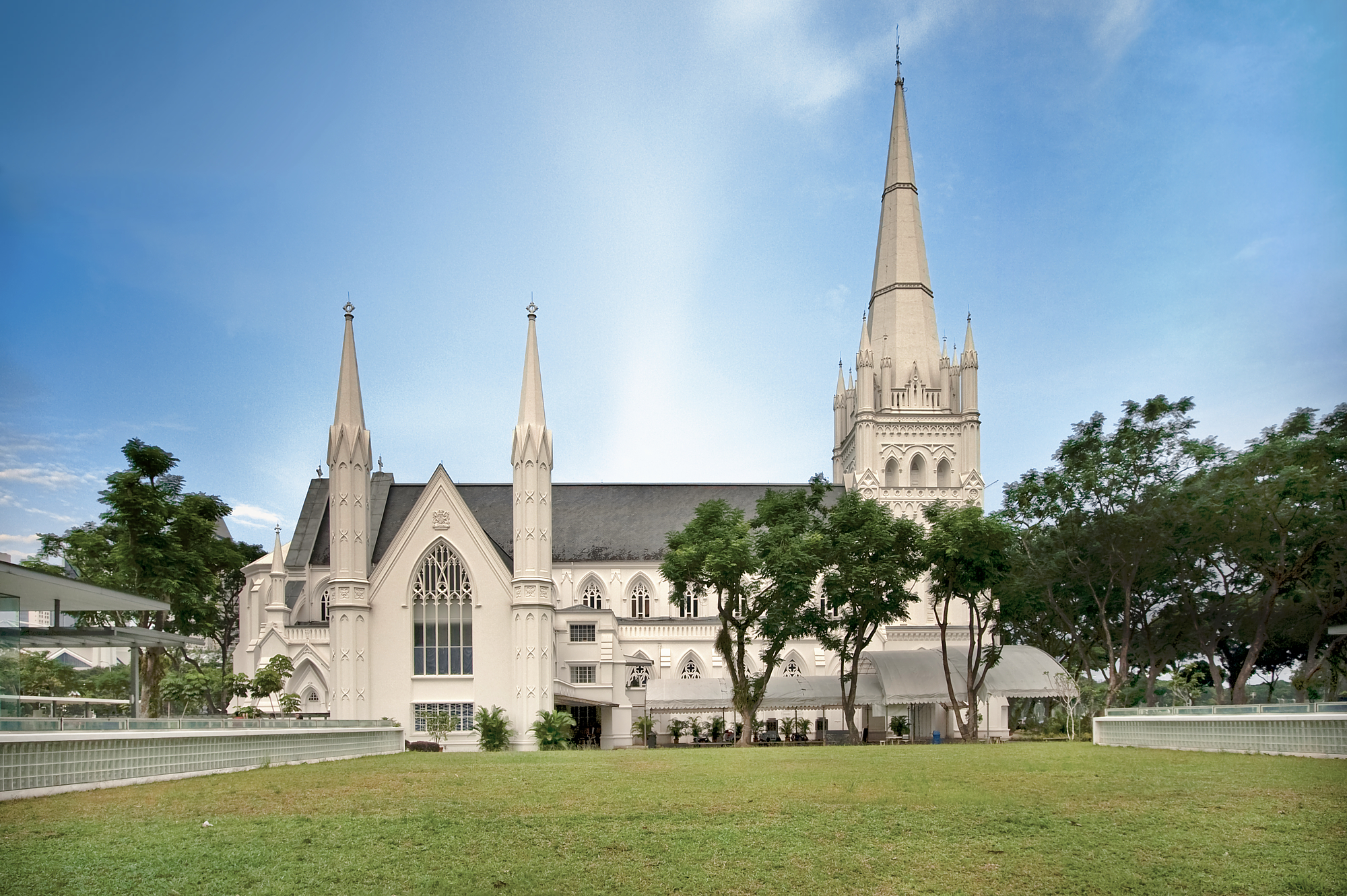
圣安德烈座堂

圣安德烈座堂（Saint Andrew's Cathedral）是新加坡的一座圣公会主教座堂，也是该国最大的主教座堂。它位于新加坡中区的中央商务区内，靠近新加坡政府大厦。它是圣公会新加坡教区的主教座堂，该教区的26个堂区和超过55个堂会的母堂。座堂的标志是圣安德烈十字。

## 历史
最初的圣安德烈堂是由哥里门设计，兴建于1835至1836年。第二座圣安德烈堂由汤申设计，兴建于大约1842年。1845年和1849年的两次雷击所造成的损害 导致在1852年关闭，1855年拆除。
目前的教堂是由后来成为新加坡參政司的麦波申上校设计。为了削减成本，如同当时许多建筑一样，使用了印度犯人劳动。1856年3月4日，加尔各答主教丹尼尔威尔逊为其奠基，1861年10月1日举行了第一次礼拜。1862年1月25日祝圣。1869年，由加尔各答教区转给纳闽和砂拉越教区。1870年，会吏长将其祝圣为联合教区的主教座堂。
1942年，新加坡陷落于日本之前不久，座堂曾用作战地医院。
2004年，新加坡国立大学在其庭院进行了考古挖掘。
1973年7月6日，圣安德烈座堂被列为新加坡国家古迹（national monument）。

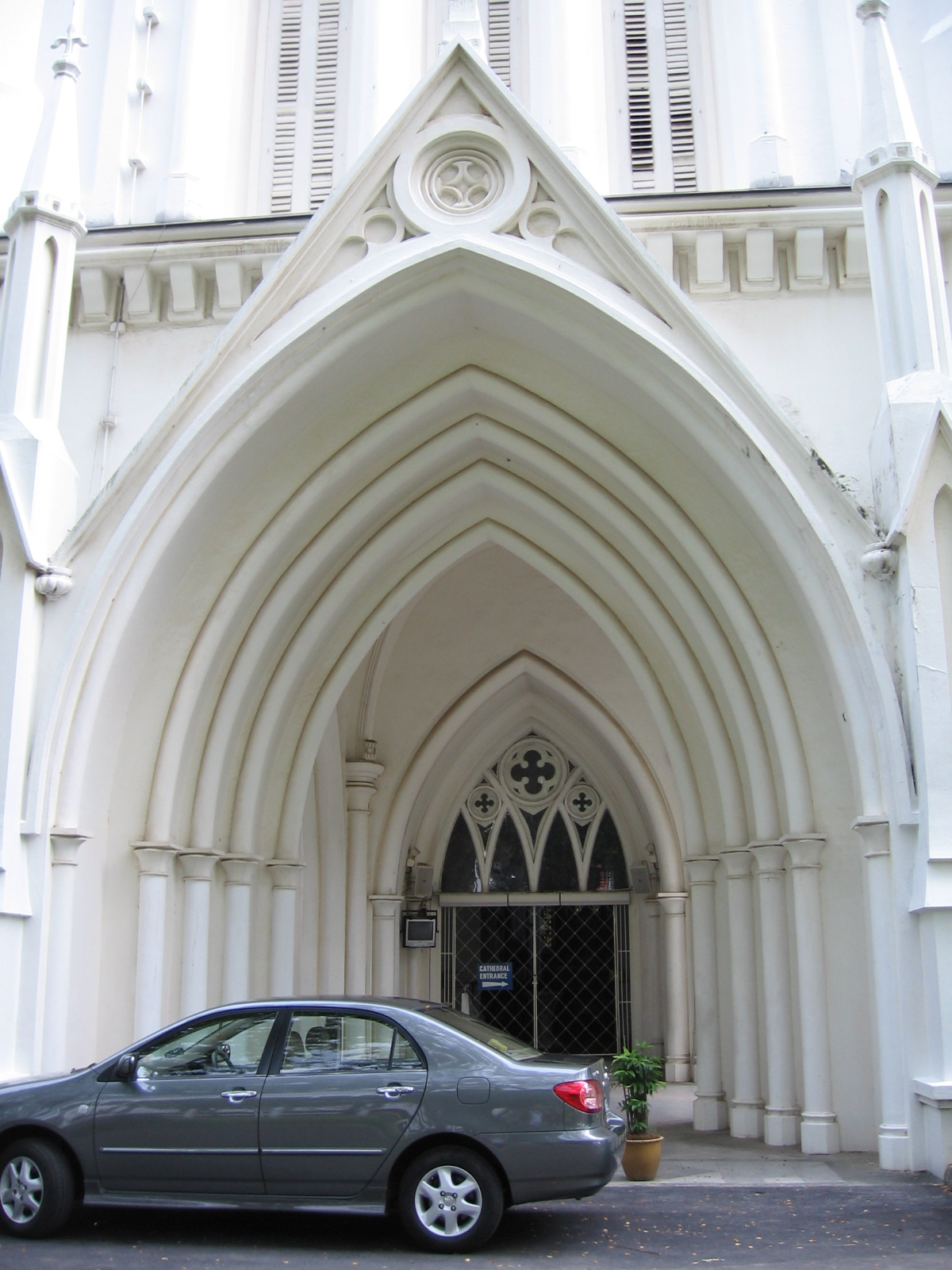
拱门
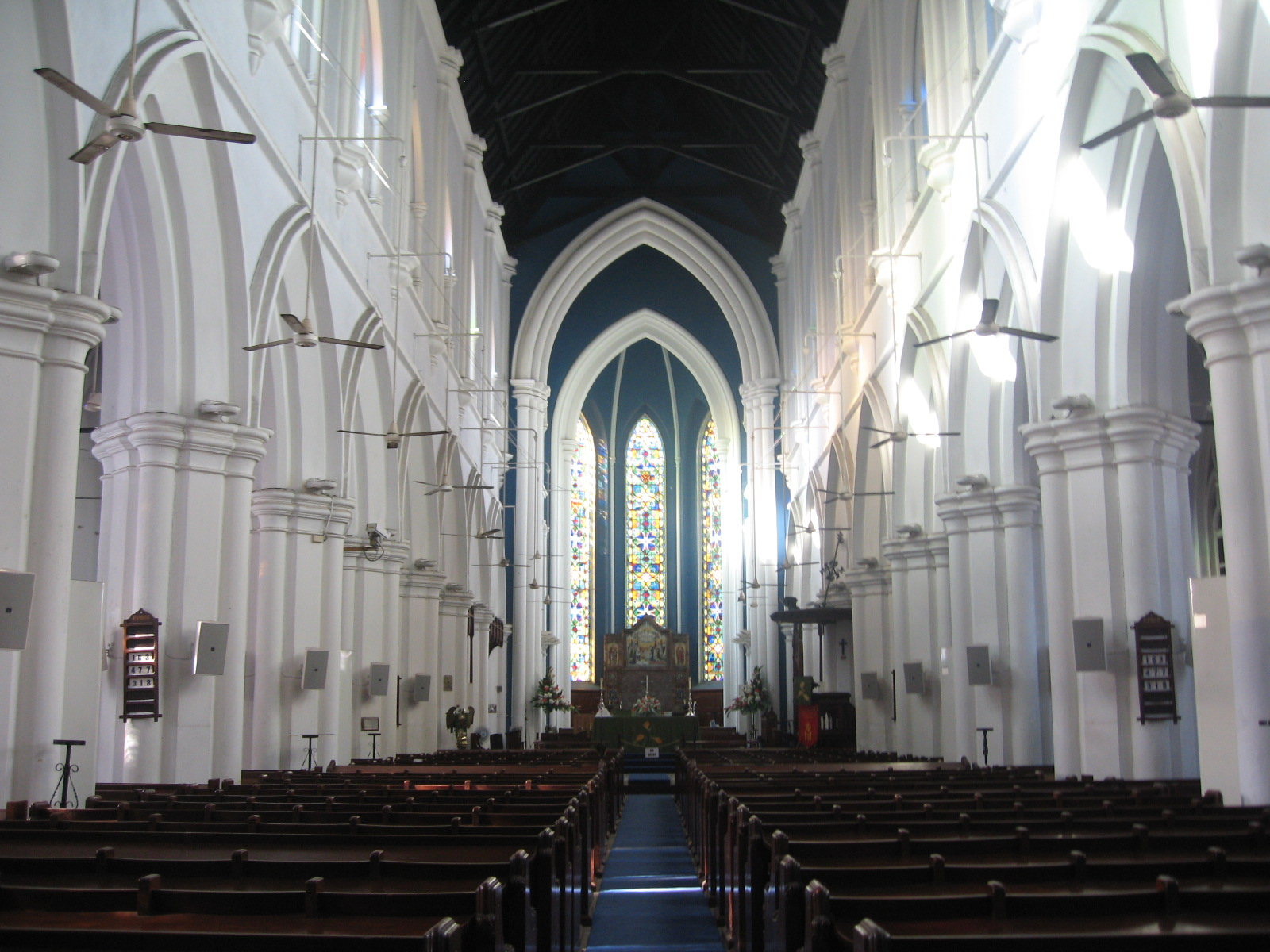
内部
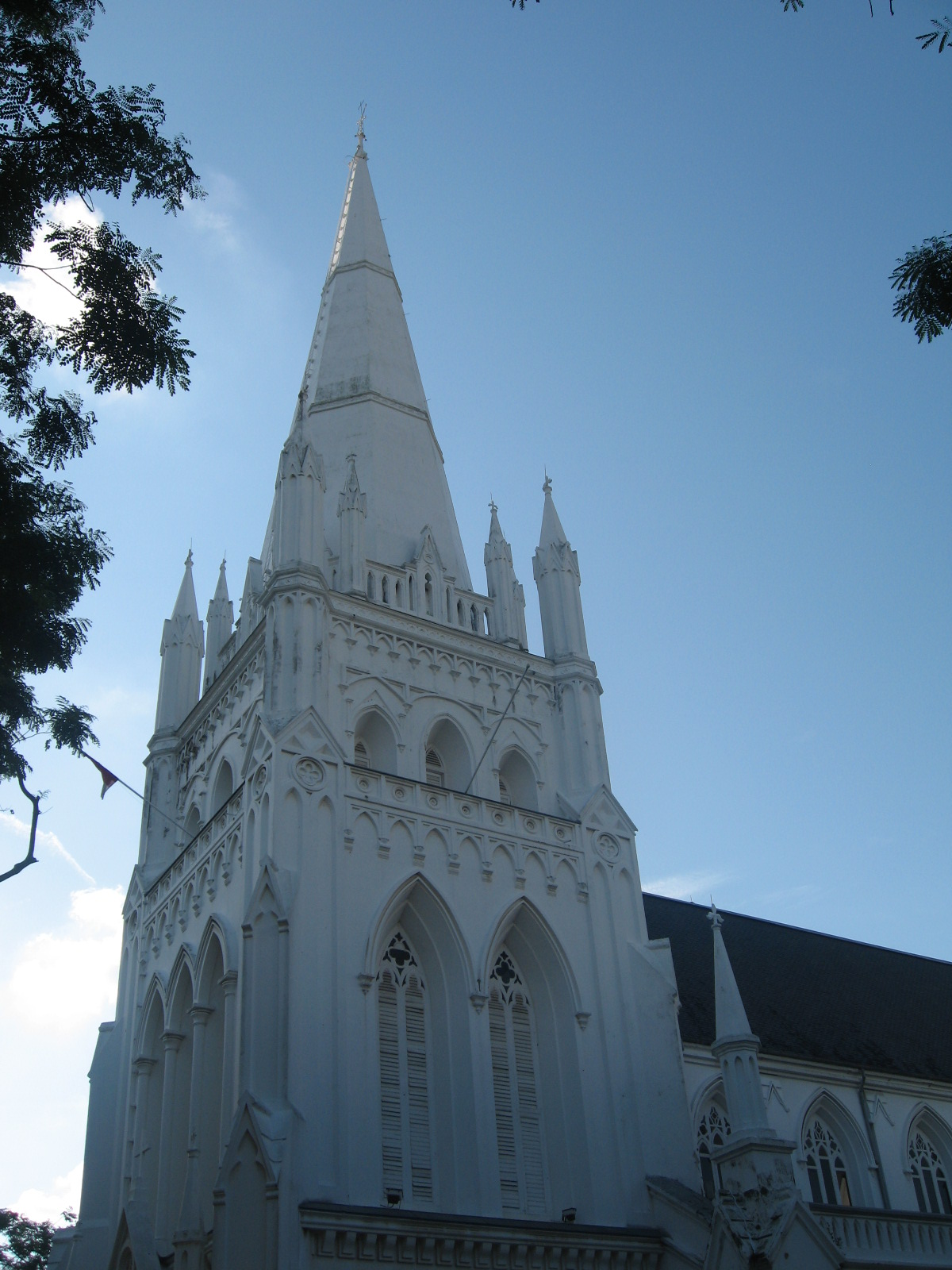
尖塔

## 外部連結
- 圣安德烈座堂華語部 （页面存档备份，存于）
- 圣安德烈座堂 （页面存档备份，存于）
- 圣公会新加坡教区华文部 （页面存档备份，存于）
- 圣公会新加坡教区 （页面存档备份，存于）